# Gruta de Seokguram
O Seokguram é uma gruta budista artificial construída no século VIII nos declives do Monte T'oham, nas proximidades de Gyeongju, Coreia do Sul. O Seokguram inclui um salão de entrada rectangular e um salão interior redondo com um tecto convexo ligado por uma passagem rectangular.
A caverna de Seokguram contém uma monumental estátua de Buda que olha para o mar na posição de bhumisparsha mudra. Com os retratos circunvizinhos dos deuses, bodhisattvas e discípulos, todos eles realisticamente e delicadamente esculpidos em altos e baixos-relevos, compõe uma obra-prima da arte budista no Extremo Oriente.
Seokguram, juntamente com o Templo de Bulguksa foi declarado Património da Humanidade pela Unesco em 1995.

## Galeria

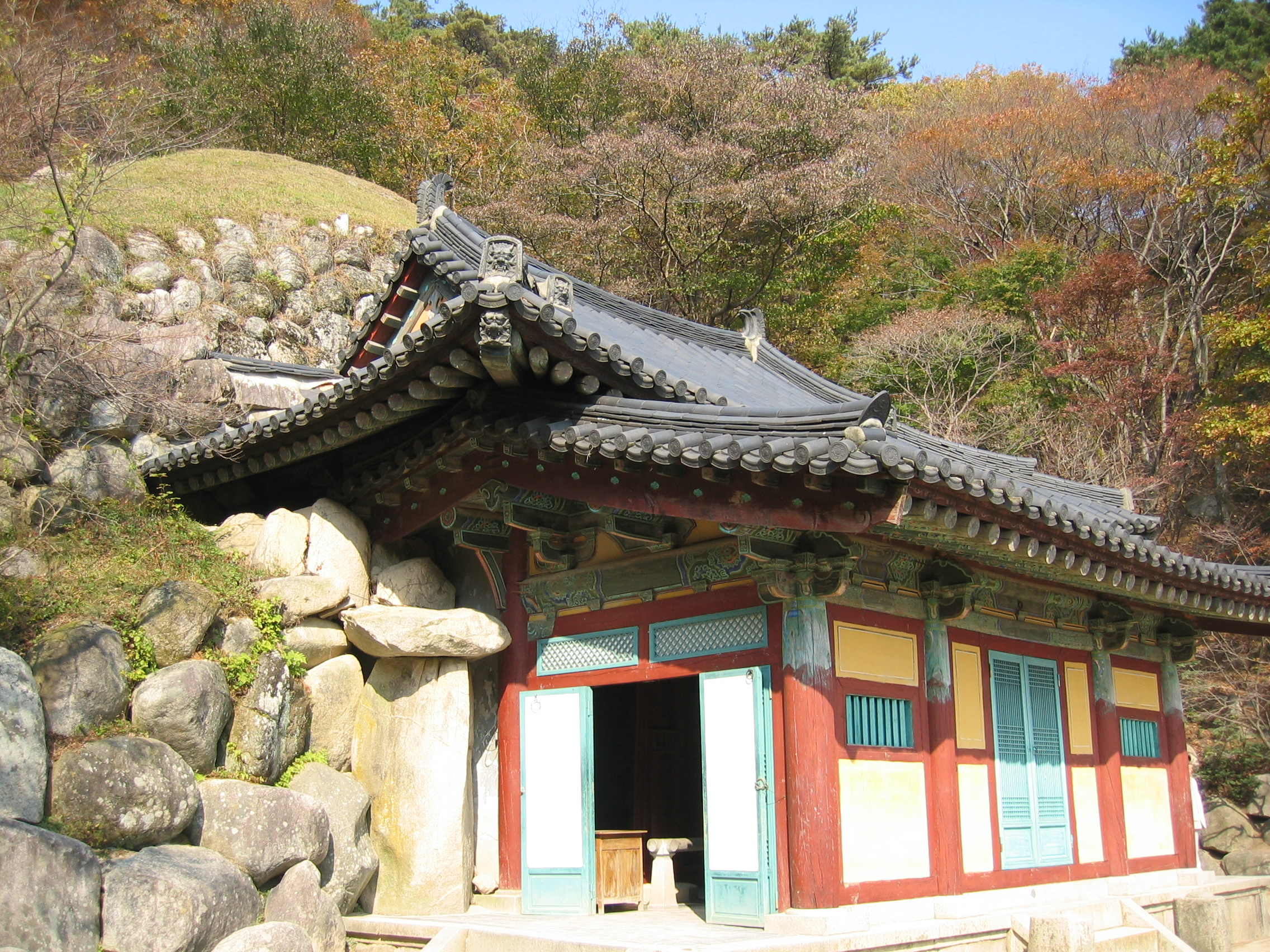
Entrada para a gruta
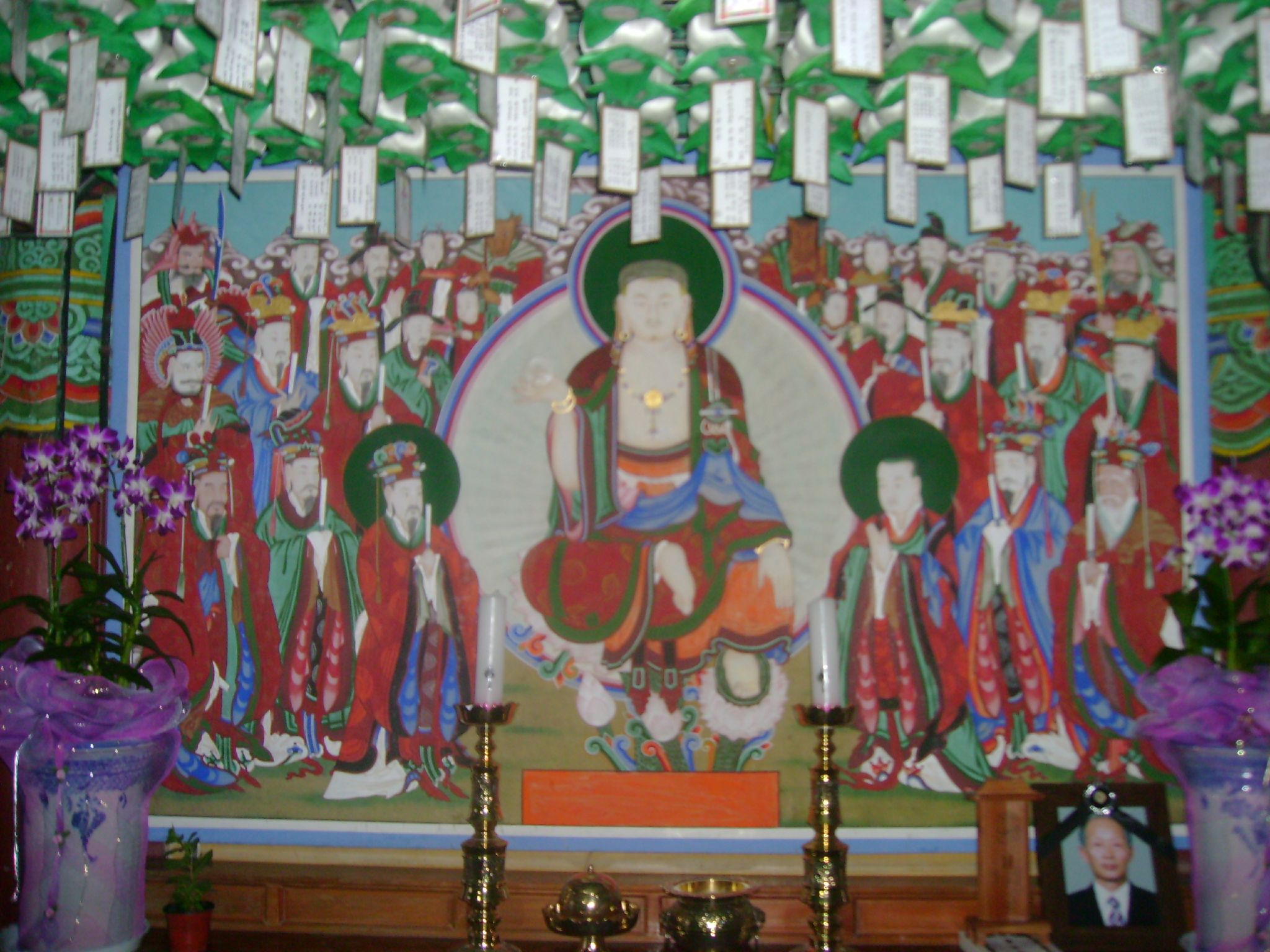
Budas na gruta
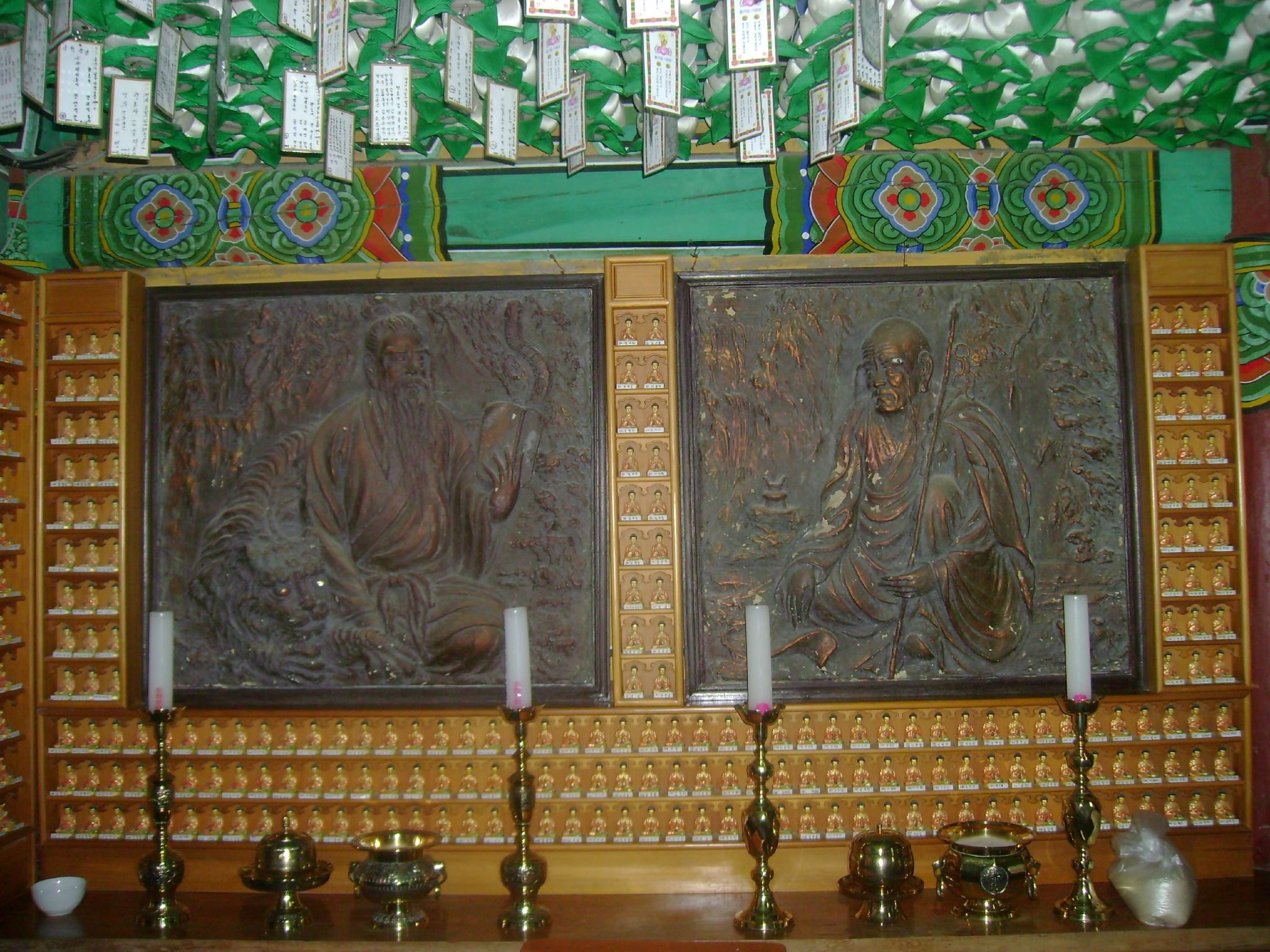
Alto-relevo de budas em bronze
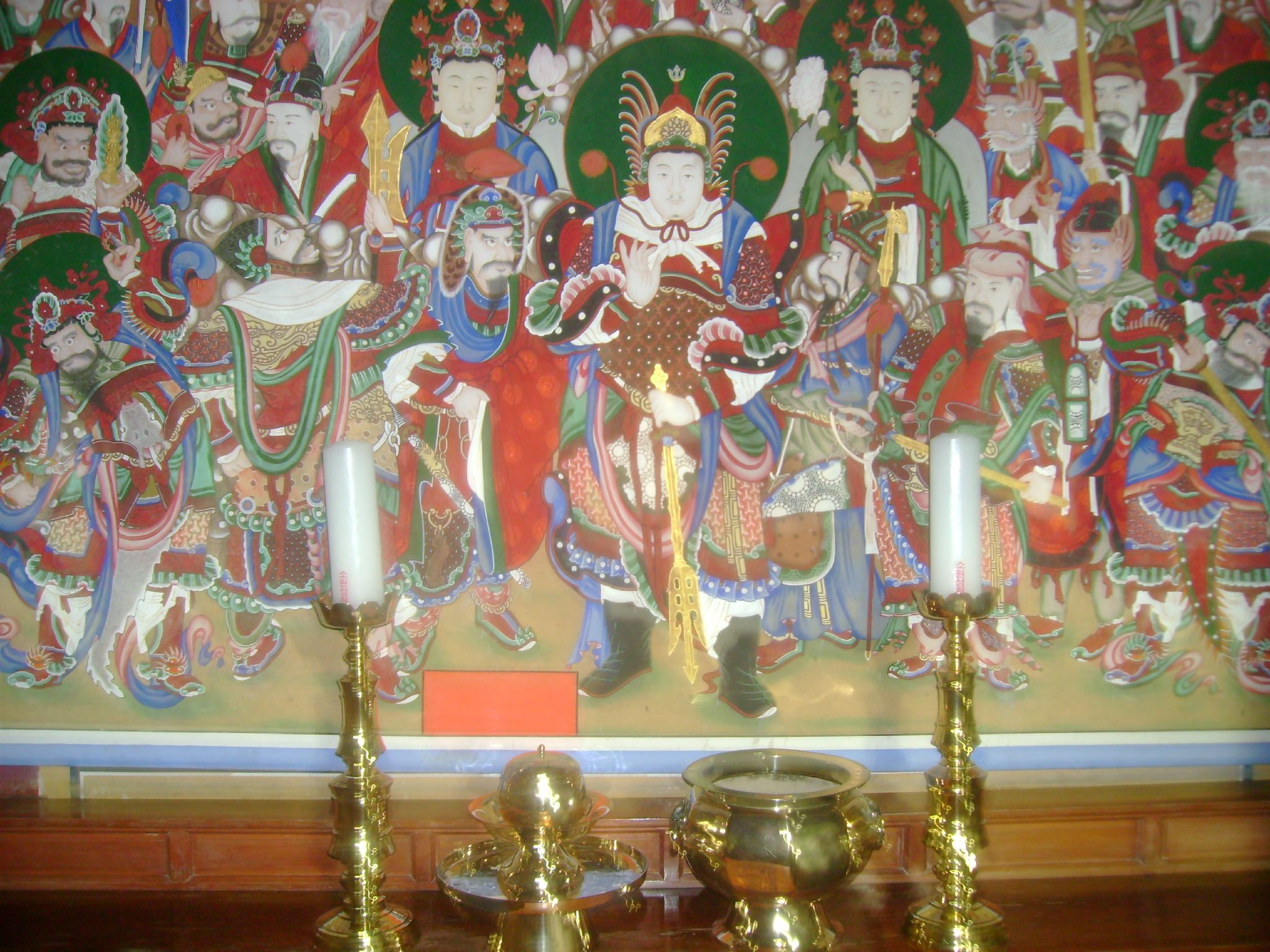
Pintura na gruta